# Radotinea caudata
Radotinea caudata är en svampart som beskrevs av Josef Velenovský 1934. Radotinea caudata ingår i släktet Radotinea, ordningen disksvampar, klassen Leotiomycetes, divisionen sporsäcksvampar och riket svampar.   Inga underarter finns listade i Catalogue of Life.